# Lavinia Sernardi
Lavinia Sernardi (ur. 2 czerwca 1588 w Grottammare, zm. 15 września 1623 tamże) – włoska Służebnica Boża Kościoła katolickiego.

## Życiorys
Pochodziła z religijnej rodziny. Mając 15 lat wyszła za mąż; z tego związku miała czworo dzieci. Poświęciła swoje życie posłudze miłosierdzia. Szczególnie czciła św. Benedykta. Wkrótce ciężko zachorowała i zmarła 15 września 1623 roku w opinii świętości mając 35 lat. Obecnie trwa jej proces beatyfikacyjny.